# Élections législatives russes de 2021
Les élections législatives russes de 2021 ont lieu du 17 au 19 septembre 2021 afin de renouveler les 450 sièges de la 8e législature de la Douma, chambre basse de l'Assemblée fédérale de la Russie. De nombreux scrutins régionaux ont lieu simultanément.
Les élections interviennent après une forte chute de la popularité du parti au pouvoir, Russie unie, à la suite de réformes impopulaires, ainsi qu'un an après un référendum constitutionnel devant permettre au président Vladimir Poutine de se représenter en 2024 pour un cinquième mandat. 
Le scrutin est précédé d'une forte répression faisant suite aux révélations d'Alexeï Navalny sur l'existence d'un luxueux palais caché de Poutine, ainsi que par le maintien par le pouvoir de l'interdiction de tout réel parti d'opposition. Comme attendu, Russie unie remporte les élections en conservant la majorité absolue des sièges, malgré un léger recul, au cours d'un scrutin marqué par des fraudes massives.

## Contexte

### Politique

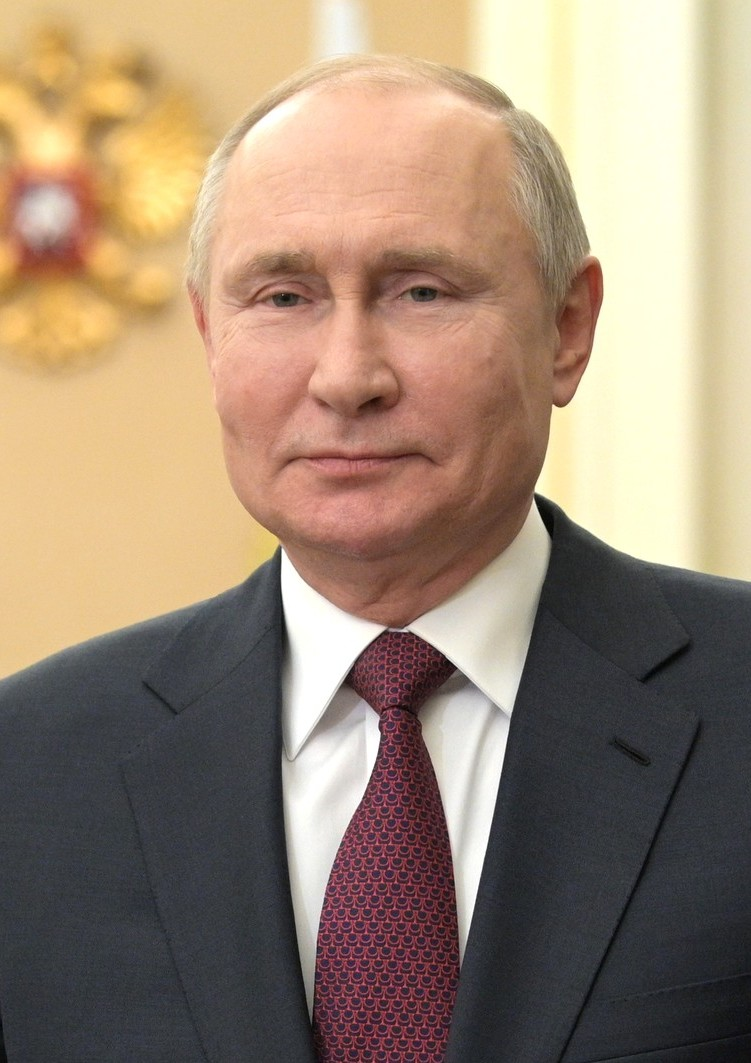
Vladimir Poutine.

Le parti Russie unie du président Vladimir Poutine est majoritaire à la Douma, ayant remporté les élections de septembre 2016 avec 54,20 % des voix et 343 sièges sur 450. Poutine est lui-même réélu pour un quatrième mandat au premier tour de l'élection présidentielle de 2018.
Les élections législatives de 2021 devaient être les dernières à être organisées sous la présidence de Poutine. Le mandat de celui ci — élu notamment en 2012 et 2018 — devait en effet s'achever en 2024, la constitution limitant alors à deux le nombre de mandats présidentiels consécutifs. La population russe approuve cependant la remise à zéro du compteur des mandats de Vladimir Poutine lors du référendum de 2020, permettant à celui ci d'effectuer deux mandats supplémentaires.
La Russie est marquée depuis quelques années par une grogne sociale et une stagnation économique, en partie due aux sanctions économiques infligées au pays à la suite de l'annexion de la Crimée, tandis que la popularité du parti au pouvoir, Russie Unie, s'effondre à l'été 2018 du fait de l'adoption de la très impopulaire loi relevant l'âge de départ à la retraite. Lors des élections infranationales de septembre 2019, un grand nombre de scrutins ont lieu en l'absence des principaux candidats de l'opposition, empêchés de se présenter par la Commission électorale. En réaction, d'importantes manifestations pacifiques sont organisées au cours des deux mois précédant le scrutin pour réclamer des élections libres, notamment à Moscou où 50 000 personnes se réunissent le 10 août. Le journaliste Ilya Azar (en), l'avocate Lioubov Sobol et le militant Nikolaï Liaskine, meneurs de la contestation, sont arrêtés et placés en détention préventive pour avoir participé à des « troubles massifs ». La police procède à près de 2 700 arrestations. Le parti Russie unie remporte cependant les élections avec l'ensemble des gouverneurs élus et la majorité absolue dans tous les parlements, un résultat reproduit lors des élections infranationales de septembre 2020.

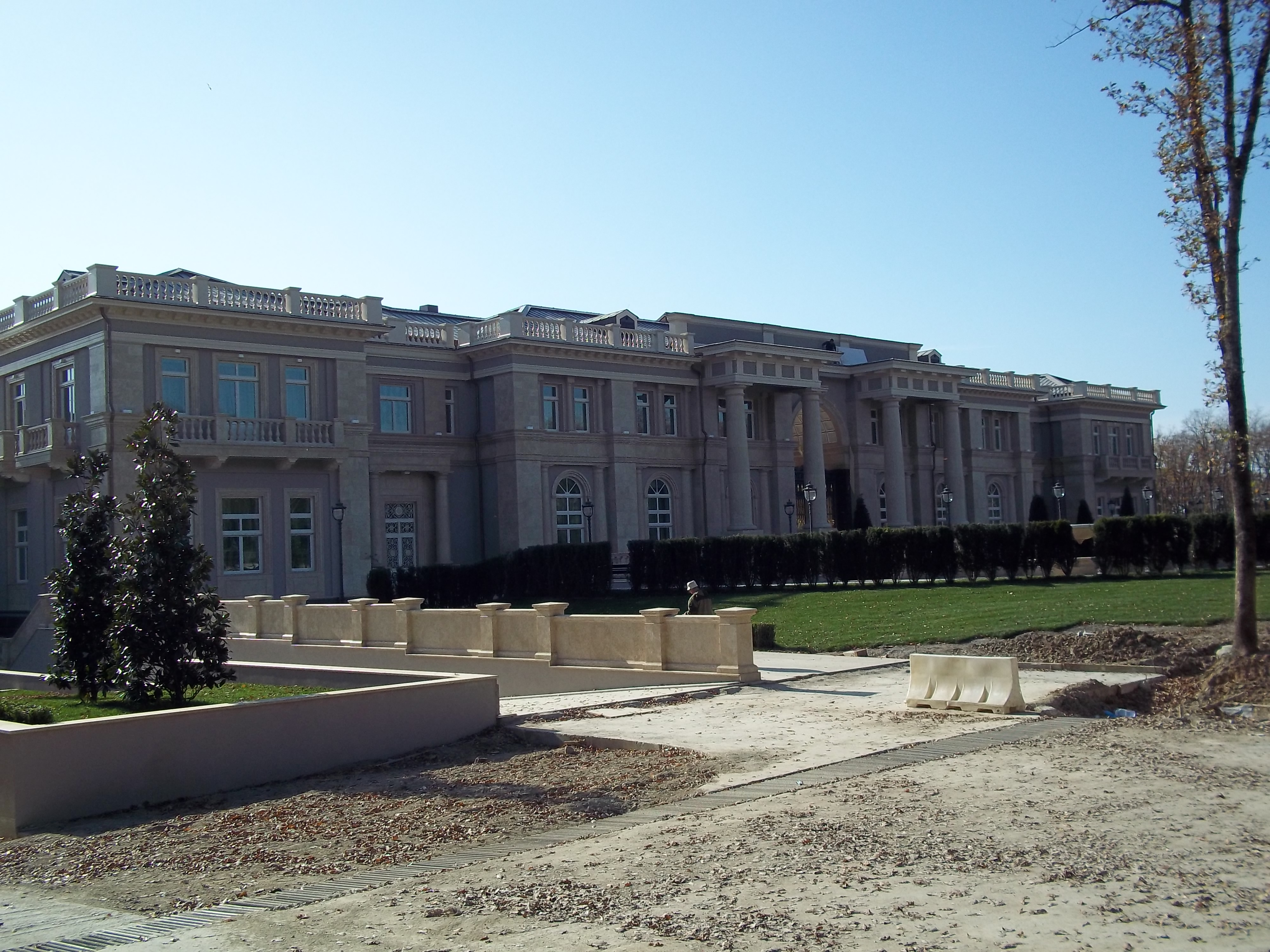
Palais de Poutine en 2010.

La réforme des retraites qui retarde de 5 ans l'âge de départ à la retraite est adoptée en septembre 2018 malgré sa très forte impopularité. C'est la première fois depuis 90 ans que le système des retraites est modifié. La réforme, qui provoque d'importantes manifestations et réunit à son encontre les signatures de plus de deux millions de personnes tentant en vain de déclencher sa mise à référendum, conduit à une chute rapide et durable de la popularité du parti Russie Unie. L'opposition au projet réunit notamment le Parti communiste, Russie juste et l'activiste Alexeï Navalny,. Ce dernier se fait connaitre en janvier 2021 en révélant via le documentaire Un palais pour Poutine. L'Histoire du plus gros pot-de-vin l'existence du Palais de Poutine, un gigantesque et luxueux palais construit au bord de la mer Noire avec l'argent obtenu par la mise au pas des oligarques russes. Figure de l'opposition empoisonnée en août 2020, Navalny est rapidement arrêté et emprisonné à la suite de ces révélations, provoquant des manifestations de protestation.

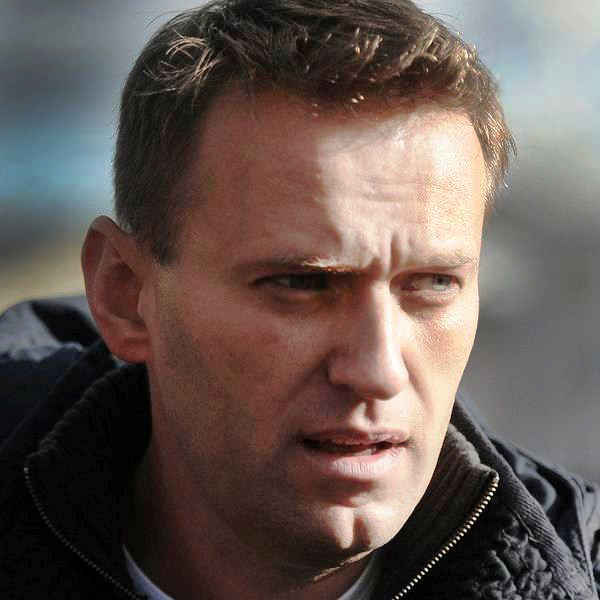
Alexeï Navalny.

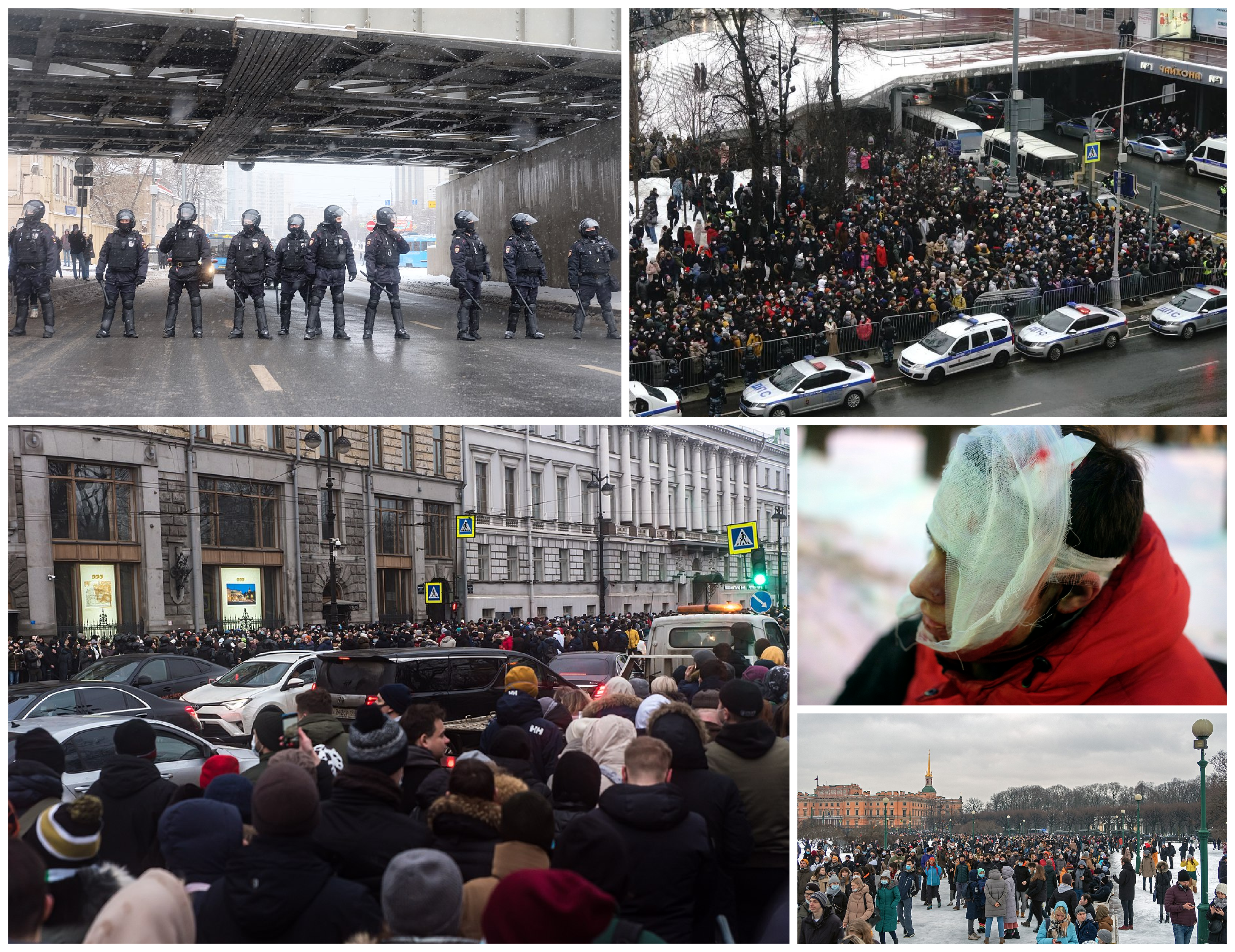
Manifestations de 2021.

En dépit de la popularité de Vladimir Poutine et du soutien de la plupart des médias, le parti présidentiel Russie unie apparait plus en difficulté que lors des élections législatives précédentes, étant notamment affaibli par la détérioration du niveau de vie dans le pays. Selon le Service fédéral des statistiques de l'État russe, la pauvreté concerne 19,1 millions de personnes au premier semestre 2021 (soit 13,1 % de la population), et pourrait encore augmenter dans les prochains mois. Sur les six derniers mois, l’inflation — qui atteint en août 8,5 % pour les produits alimentaires — conduit deux Russes sur cinq à se passer de produits de première nécessité faute de moyens, selon les sondages publiés par le Centre Levada. À la situation sociale s'ajoutent les réformes impopulaires telle celle de l’augmentation de l'âge de départ à la retraite, la corruption, la gestion de la crise sanitaire et les infrastructures vieillissantes. 
Les principaux partis de l’opposition (Parti communiste, Russie juste, Iabloko) subissent le rejet de plusieurs dizaines d’inscriptions de leurs candidats, dont celle de Pavel Groudinine, arrivé deuxième lors de l’élection présidentielle de 2018. L’essentiel de l’opposition subit des mois de répression.

### Pandémie de Covid-19 et faible taux de vaccination
Pendant la campagne électorale, la Russie subit une résurgence de la pandémie de Covid-19 avec un nombre de morts relativement élevé.
Le taux de vaccination reste également très faible : selon un sondage réalisé le 13 juillet, 31 % des Russes refusent catégoriquement de se faire vacciner et 26 % ne le feront que si c'est nécessaire dans le cadre de leur profession. En termes de restrictions, un passe sanitaire est brièvement mis en place à Moscou et dans plusieurs régions quelques mois avant le scrutin. Le Parti communiste s'y oppose et organise une manifestation rassemblant quelques centaines de personnes à Moscou,.

## Mode de scrutin

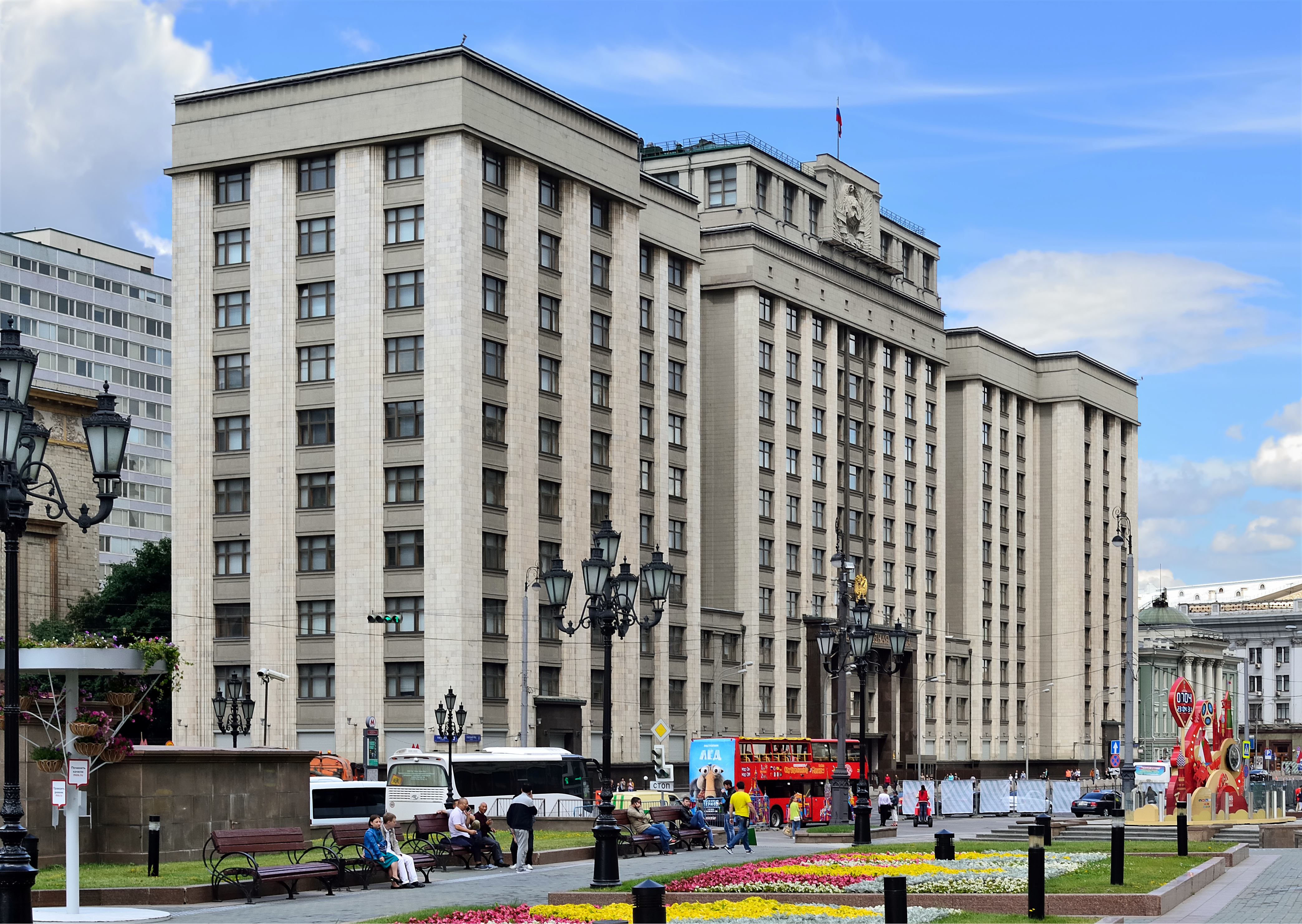
Bâtiment de la Douma à Moscou.

La Douma est la chambre basse de l'Assemblée fédérale, le parlement bicaméral de la Russie. Elle est composée de 450 sièges pourvus pour cinq ans selon un mode de scrutin parallèle. Sur ce total, 225 sièges sont ainsi pourvus au scrutin uninominal majoritaire à un tour dans autant de circonscriptions. Les électeurs votent pour un candidat dans leur circonscription, et le candidat arrivé en tête est déclaré élu.
Les 225 sièges restants sont pourvus au scrutin proportionnel plurinominal avec listes fermées et seuil électoral de 5 % dans une unique circonscription nationale. Après décompte des voix, les sièges sont répartis entre tous les partis ayant franchi le seuil électoral selon la méthode du plus fort reste, en appliquant le quota de Hare. La répartition des sièges à la proportionnelle n'est pas faite de manière à compenser le décalage entre les parts des voix des électeurs et celles des sièges obtenus par l'autre moitié, mais s'additionne simplement à celle ci, donnant au scrutin une forte tendance majoritaire,.
Ce système électoral parallèle est en vigueur dans le pays depuis la mise en place du multipartisme, à l'exception des élections de 2007 et de 2011 au cours desquelles la proportionnelle intégrale avec un seuil électoral de 7 % a été appliquée.

## Forces en présence
| Parti | Parti                                                                                               | Idéologie                                                                                         | Dirigeant           | Résultats en 2016           |
| ----- | --------------------------------------------------------------------------------------------------- | ------------------------------------------------------------------------------------------------- | ------------------- | --------------------------- |
|       | Russie unie Iédinaïa Rossiïa (ER)                                                                   | Centre droit à droite Libéral-conservatisme, nationalisme russe, étatisme, national-conservatisme | Dmitri Medvedev     | 54,20 % des voix 343 sièges |
|       | Parti communiste de la fédération de Russie Kommunisticheskaya Partiya Rossiyskoy Federatsii (KPRF) | Extrême gauche Communisme, marxisme-léninisme                                                     | Guennadi Ziouganov  | 13,34 % des voix 42 sièges  |
|       | Parti libéral-démocrate de Russie Liberalno-demokratitcheskaïa partiïa Rossii (LDPR)                | Droite à extrême droite Ultranationalisme, libéral-conservatisme, conservatisme social            | Vladimir Jirinovski | 13,14 % des voix 39 sièges  |
|       | Russie juste Spravedlivaya Rossiya (SRZP)                                                           | Centre gauche à centre droit Social-démocratie, progressisme, état-providence, troisième voie     | Sergueï Mironov     | 6,22 % des voix 23 sièges   |

## Sondages

### Pré-campagne
Le graphique qui aurait dû être présenté ici ne peut pas être affiché car il utilise l'ancienne extension Graph, désactivée pour des questions de sécurité. Des indications pour créer un nouveau graphique avec la nouvelle extension Chart sont disponibles ici.

### Campagne
Le graphique qui aurait dû être présenté ici ne peut pas être affiché car il utilise l'ancienne extension Graph, désactivée pour des questions de sécurité. Des indications pour créer un nouveau graphique avec la nouvelle extension Chart sont disponibles ici.

## Campagne

Carte des 225 circonscriptions électorales russes.

La désaffection de la population russe envers Vladimir Poutine et l'impopularité de Russie unie, combinée au contrôle par ceux-ci du domaine politique, les amènent à se retrouver en difficulté tout en étant considérés assurés de remporter les élections. La multiplication par le pouvoir en place des stratagèmes électoraux pour museler l'opposition est ainsi jugée révélatrice de la situation de faiblesse du pouvoir et de l'importance accordée par celui ci au scrutin, dernier à l'échelle nationale avant la prochaine présidentielle en 2024. Et ce alors même que la plupart des observateurs internationaux s'attendent à ce que Russie unie conserve la majorité absolue des sièges par fraude électorale,.
Le gouvernement procède ainsi à une répression massive de l'opposition civile, à l'intensité bien plus élevée que par le passé. Les alliés d'Alexeï Navalny sont notamment arrêtés ou exclus des élections sous le prétexte d'appartenance à des « organisations extrémistes ». Navalny appelle les opposants de tous bords à pratiquer un vote utile, dit « vote intelligent », consistant à concentrer leurs voix sur le candidat d'opposition, quel qu'il soit, ayant le plus de chance de l'emporter dans sa circonscription. Son application du même nom, visant à faciliter le vote intelligent par les électeurs en les coordonnant, est finalement interdite à quelques jours du scrutin. Le pouvoir parvient en effet à le faire fermer en faisant déposer par un proche du Kremlin une marque sous ce nom, avant d'attaquer le site pour violation de copyright. Un piratage informatique fait par ailleurs fuiter les données personnelles des inscrits. Rendues publiques, elles conduisent à une campagne d'intimidation via des menaces et des visites des forces de l'ordre.
Plusieurs nouveaux partis participent aux élections, dont Alternative verte et Nouvelles personnes, accusés d'être des partis fantoches dirigés en sous main par le Kremlin afin d'attirer sous son contrôle les partisans de l'opposant Alexeï Navalny,,.
Les élections sont également remarquées pour l'utilisation par le pouvoir de candidats aux noms homonymes de ceux de ces opposants, afin de diluer les voix de ces derniers en faisant voter par confusion leurs électeurs pour les candidats fantoches, sans recours judiciaire possible. Le stratagème, déjà utilisé par le passé, prend une grande ampleur en 2021,.
La campagne de Russie unie est quant à elle axée sur la menace des forces étrangères sur le pays, à laquelle seul le parti serait à même de s'opposer. Cette campagne anxiogène l'amène ainsi à choisir pour tête de liste le populaire ministre de la défense et des affaires étrangères, Sergueï Choïgou. Le parti pâtit cependant toujours de la très impopulaire réforme des retraites entreprise en 2018, qui voit le parti démarrer la campagne électorale à 30 % d'opinion favorables.
Le Parti communiste, les nationalistes du Parti libéral-démocrate et les centristes de Russie juste —  qui forment l'opposition « institutionnelle » tolérée depuis vingt ans par le pouvoir à la condition de ne pas mener de réelle opposition —, connaissent une progression dans ces mêmes sondages d'opinions. Bénéficiant du vote intelligent, ils s'y opposent officiellement, allant jusqu'à qualifier Navalny de « traitre ». Les trois partis, soutiens du référendum constitutionnel de 2020, votent ainsi courant 2021 la loi excluant les partisans de Navalny des élections.

## Déroulement

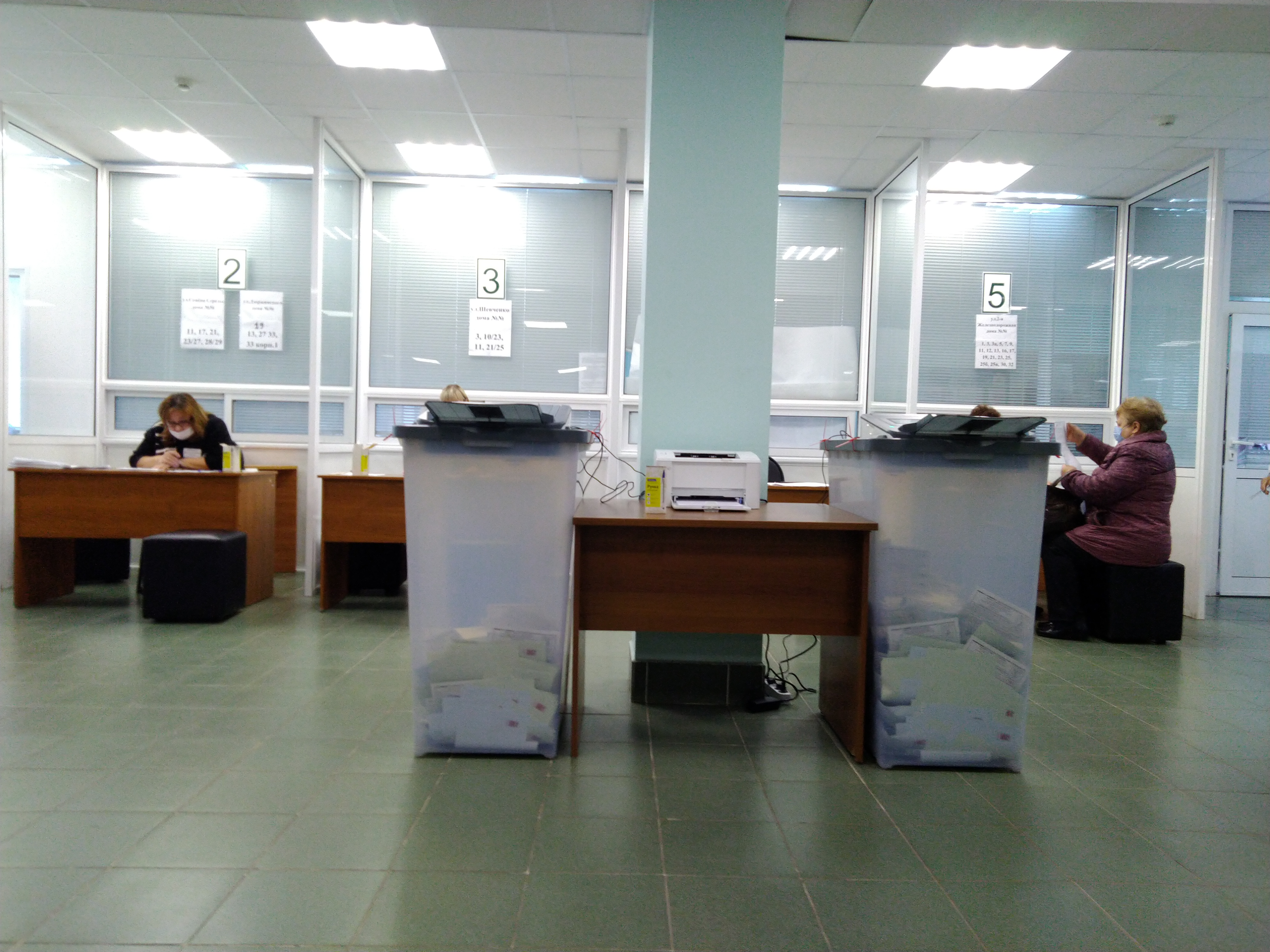
Urnes électorales à Riazan le 19 septembre.

La présence d'observateurs internationaux est limitée, officiellement en raison de la crise sanitaire. 

### Fraude électorale
Les caméras de vidéo-surveillance présentes dans les bureaux de vote permettent d'observer de nombreuses fraudes : confiscation de bulletins d'opposition, listes électorales réécrites, vote multiple, électeurs fantômes, bourrage d'urnes par l'ajout de sacs de bulletins lors de l'ouverture des urnes pour le dépouillement. De nouvelles techniques de fraude apparaissent également lors de ce scrutin comme des urnes à double-fond ainsi que des sceaux amovibles sur les urnes. L’organisation de supervision électorale Golos — dont les moyens de repérage des fraudes ont été réduits — a recensé 4 950 violations d’ampleurs diverses, soit une hausse de 30 % par rapport aux élections législatives de 2016,.
Selon les observateurs cités par le quotidien Le Temps, hors bourrage d’urnes, les scores réels seraient plus proche de 35 % pour Russie Unie et de 30 % pour le Parti communiste.

## Résultats
|                           |                                             |                 |                 |                 |                 |                  |                  |                  |       |               |
| Partis                    | Partis                                      | Proportionnelle | Proportionnelle | Proportionnelle | Proportionnelle | Circonscriptions | Circonscriptions | Circonscriptions | Total | +/-           |
| Partis                    | Partis                                      | Voix            | %               | +/-             | Sièges          | Voix             | %                | Sièges           | Total | +/-           |
|                           | Russie unie (ER)                            | 28 064 258      | 49,82           | 4,38            | 126             | 25 201 048       | 45,86            | 198              | 324   | 19            |
|                           | Parti communiste (KPRF)                     | 10 660 599      | 18,93           | 5,59            | 48              | 8 984 506        | 16,35            | 9                | 57    | 15            |
|                           | Parti libéral-démocrate (LDPR)              | 4 252 096       | 7,55            | 5,59            | 19              | 3 234 113        | 5,89             | 2                | 21    | 18            |
|                           | Russie juste (SRZP)                         | 4 201 715       | 7,46            | 1,24            | 19              | 4 882 518        | 8,78             | 8                | 27    | 4             |
|                           | Nouvelles personnes (NL)                    | 2 997 676       | 5,32            | Nv              | 13              | 2 684 082        | 4,88             | 0                | 13    | 13            |
|                           | Retraités pour la justice sociale (RPPSS)   | 1 381 890       | 2,45            | 0,72            | 0               | 1 969 986        | 3,58             | 0                | 0     | en stagnation |
|                           | Iabloko                                     | 753 280         | 1,34            | 0,65            | 0               | 1 091 837        | 1,99             | 0                | 0     | en stagnation |
|                           | Communistes de Russie (KPKR)                | 715 685         | 1,27            | 1,00            | 0               | 1 639 774        | 2,98             | 0                | 0     | en stagnation |
|                           | Parti écologiste russe « Les Verts » (REP)  | 512 420         | 0,91            | 0,15            | 0               | 541 289          | 0,98             | 0                | 0     | en stagnation |
|                           | Rodina                                      | 450 537         | 0,80            | 0,71            | 0               | 829 303          | 1,51             | 1                | 1     | en stagnation |
|                           | Parti de la liberté et de la justice (RPSS) | 431 559         | 0,77            | Nv              | 0               | 372 867          | 0,68             | 0                | 0     | en stagnation |
|                           | Alternative verte (ZA)                      | 357 855         | 0,64            | Nv              | 0               | 120 137          | 0,22             | 0                | 0     | en stagnation |
|                           | Parti de la croissance (PR)                 | 291 483         | 0,52            | 0,77            | 0               | 515 020          | 0,94             | 1                | 1     | 1             |
|                           | Plateforme civique (GP)                     | 86 964          | 0,15            | 0,07            | 0               | 386 663          | 0,70             | 1                | 1     | en stagnation |
|                           | Indépendants                                |                 |                 |                 |                 | 1 913 578        | 3,48             | 5                | 5     | 4             |
|                           |                                             |                 |                 |                 |                 |                  |                  |                  |       |               |
| Suffrages exprimés        | Suffrages exprimés                          | 55 157 717      | 97,92           |                 |                 | 54 366 721       | 96,60            |                  |       |               |
| Votes blancs et invalides | Votes blancs et invalides                   | 1 173 291       | 2,08            | 1 913 578       | 3,40            |                  |                  |                  |       |               |
| Total                     | Total                                       | 55 331 008      | 100             | –               | 225             | 56 280 299       | 100              | 225              | 450   | en stagnation |
| Abstentions               | Abstentions                                 | 52 873 654      | 48,42           |                 |                 | 51 950 786       | 48,00            |                  |       |               |
| Inscrits / participation  | Inscrits / participation                    | 109 204 662     | 51,58           | 108 231 085     | 52,00           |                  |                  |                  |       |               |

## Analyse
Le parti Russie unie conserve sans surprises sa très large majorité des sièges, conservant la majorité qualifiée des deux tiers. Des observateurs indépendants relèvent de multiples cas de fraude électorale, également dénoncées par l'opposition.